# آکادمی امپراتوری-سلطنتی زبان‌های شرقی
آکادمی امپراتوری-سلطنتی زبان‌های شرقی (به آلمانی: Kaiserlich-königliche Akademie für Orientalische Sprachen)، که با نام آکادمی شرقی نیز شناخته می‌شود، در سال 1754 توسط امپراتریس ماریا ترزا در وین تأسیس شد.

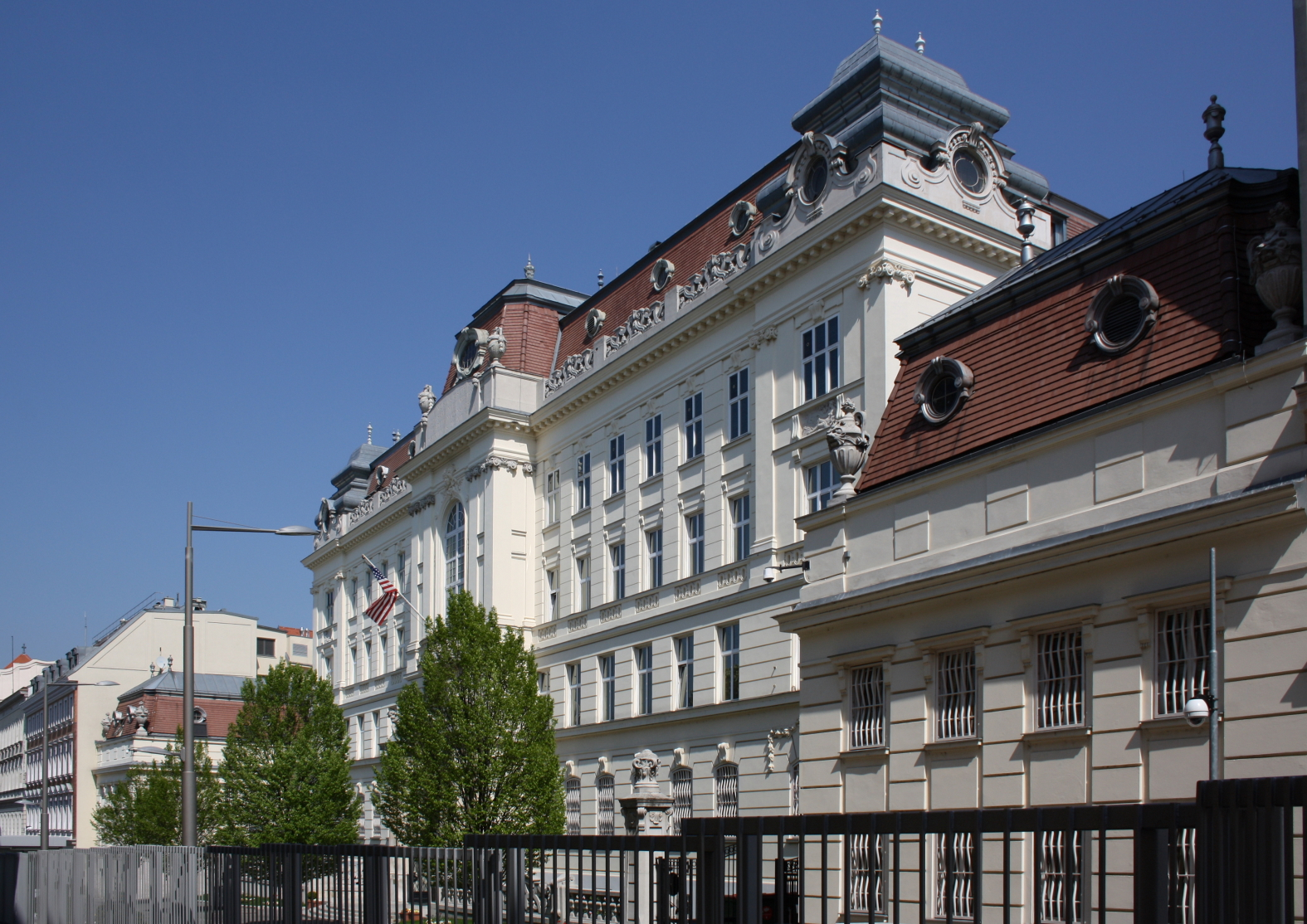
ساختمانی که آکادمی کنسولی (جانشین آکادمی شرق) در آن اقامت داشت که اکنون مقر سفارت ایالات متحده است.

«از سال 1674، به دستور امپراتور، آموزش زبان‌های ترکی و عربی در وین آغاز شد. جنگ‌های عثمانی در اروپا، و همچنین مبادلات اقتصادی و فرهنگی، مترجمان را ضروری کرده بود و علاقه علمی به شرق بیدار شده بود.
در سال 1754، امپراتریس ماریا ترزا به پیشنهاد ونزل آنتون، شاهزاده کانیتس-ریتبرگ، آکادمی شرقی را تاسیس کرد، جایی که مطالعات شرقی در کنار زبان‌های ترکی، فارسی و عربی تدریس می‌شد. بیشتر دانشجویان وارد خدمات دیپلماتیک می‌شدند، جایی که به دلیل سنشان "جوانان زبان" نامیده می‌شدند. یکی از مشهورترین دانشجویان یوزف فون هامر پورگشتال بود.
در پایان قرن نوزدهم، آکادمی شرقی سازماندهی مجدد شد و به آکادمی کنسولی تغییر نام داد. در سال 1902، آکادمی به ساختمان جدیدی در بولتزمن‌گاسه منتقل شد که توسط معمار لودویگ باومن ساخته شده بود. پس از آنشلوس در سال 1938، فعالیت‌های آکادمی توسط حاکمان جدید ناسیونال سوسیالیست به شدت محدود شد.
از سال 1941، این ساختمان به عنوان بیمارستان نظامی ارتش آلمان مورد استفاده قرار گرفت. در سال 1947، توسط دولت آمریکا خریداری شد. در ابتدا، به عنوان نمایندگی آمریکا و از سال 1951 به عنوان سفارت ایالات متحده مورد استفاده قرار گرفت.
آکادمی در سال 1964 به عنوان آکادمی دیپلماتیک وین در ساختمان ترزیانوم بازگشایی شد.»

## لینک به بیرون
- رولاند پیتش (2012): اوتوکار ماریا فریهر فون شلختا-وسرد و سین دوتانگ پرسیشر دیچتکونست ، در اسپکتروم ایران. Zeitschrift für islamisch-iranische Kultur ، 4/2012، 18 آوریل 2013